# آزبرن (کانزاس)
آزبرن (به انگلیسی: Osborne) شهری در ایالت کانزاس کشور ایالات متحده آمریکا است که جمعیت آن در سرشماری سال ۲۰۱۰ میلادی، ۱٬۴۳۱ نفر بوده‌است.